# Bijboot

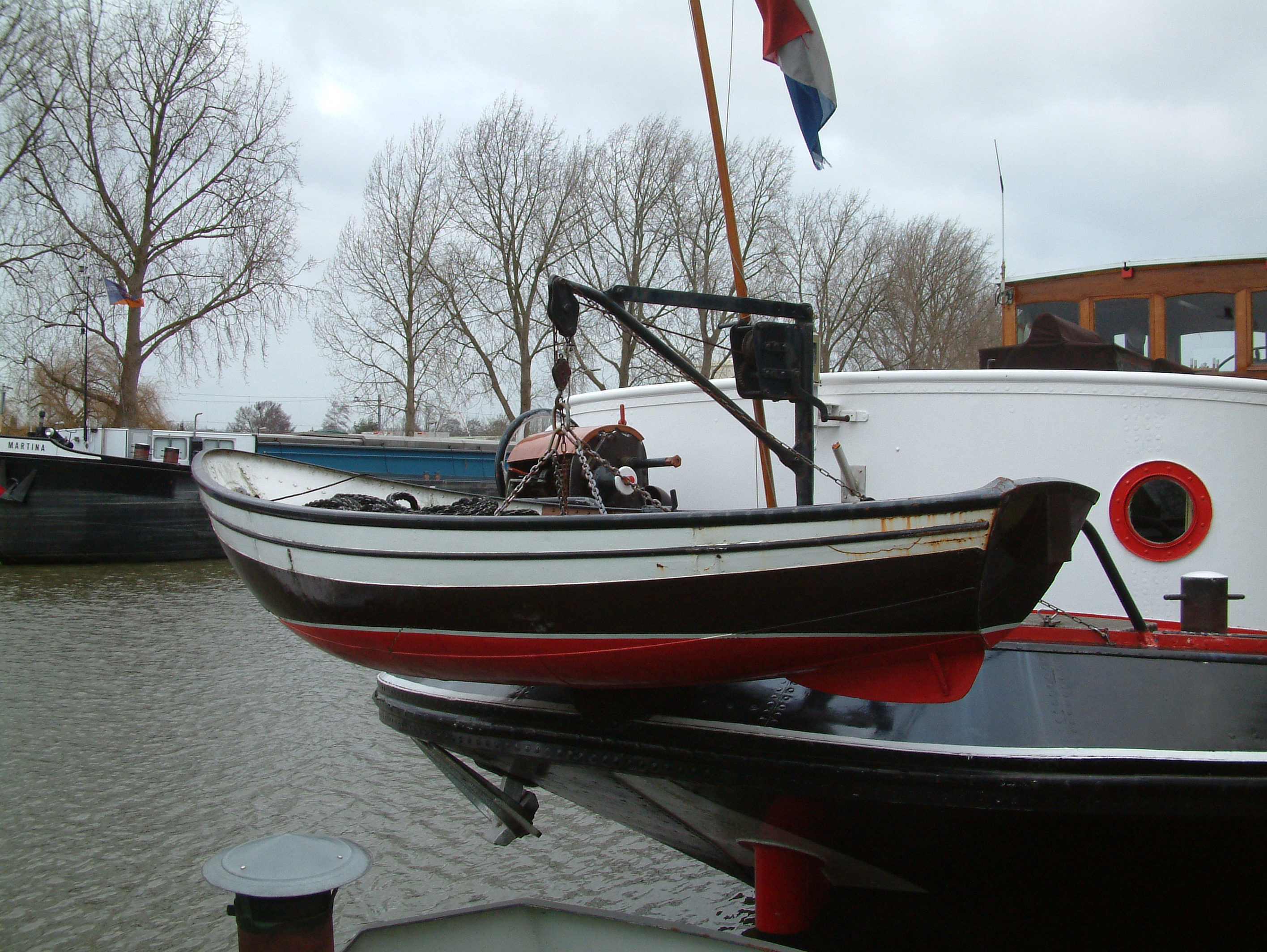
De bijboot van de Terra Nova

Een bijboot is een klein bootje, dat gebouwd en bestemd is om op een binnenschip te worden meegenomen of als volgboot achter een klein binnenschip of jacht te worden gesleept.
Ook werden ze gebruikt in de visserij op de Zuiderzee en het IJsselmeer geroeid of gesleept achter de botter, voor de behandeling van "staandwand" de "zegen" of het vissen met "fuiken" en "kubben" zie ook haringschuit en kubboot.
De bijboot dient vele doeleinden, waaronder die van reddingboot, het werken aan de buitenkant van het schip, het vervoer van en naar de wal, het uitbrengen van een anker, speelboot enz. enz. 

## Geschiedenis
De oudste bekende bijboten waren de houten Hollandse boot de vlieger en de vlet. Eerst in hout en later (na 1900) in ijzer. Nog later voor jachten de rubberen opblaasboot en de polyester uitvoeringen. De bijboot van de foto is een stalenvlet. 
Op moderne schepen staat de bijboot aan dek en wordt met een davit of de autokraan te water gelaten. Veel motorjachten hangen de bijboot in de davits, dit werkt gemakkelijker dan een gesleepte volgboot. Die kan hinderlijk zijn bij het schutten.

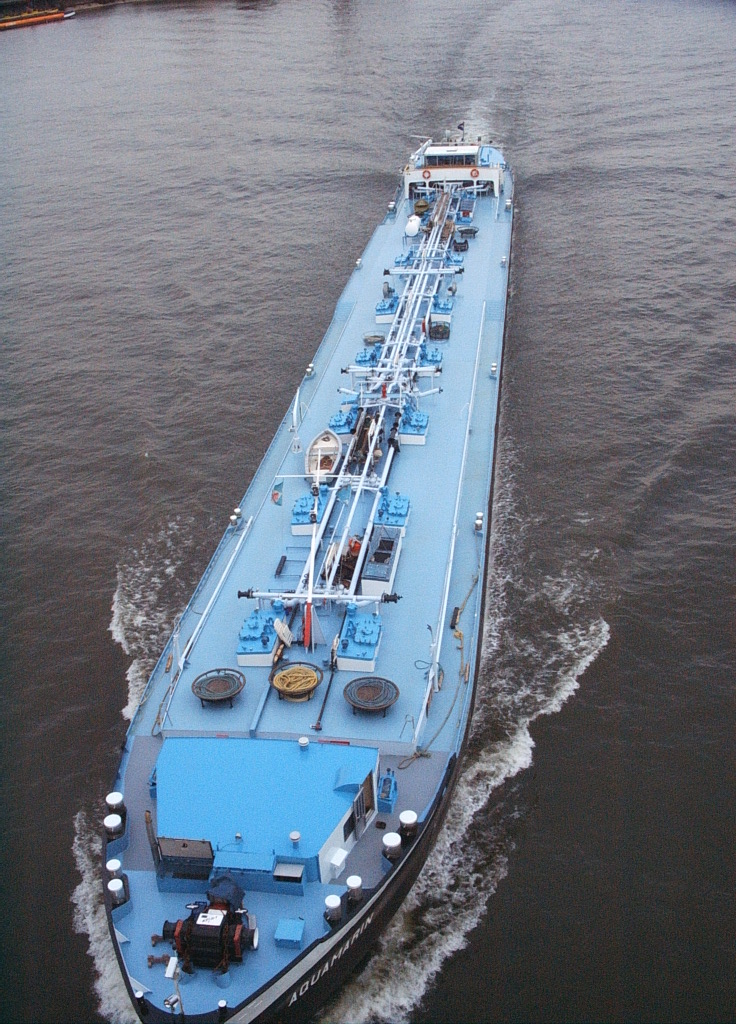
Aan dek geplaatste bijboot

## Bijboot voor tankschepen
In het verleden werd er voor tankschepen onderscheid gemaakt tussen de ‘ladingzone’ en ‘de rest van het schip’. Dan mocht er uitsluitend een moeilijk ontvlambare bijboot in de ladingzone staan en mocht er een ‘brandbare’ bijboot bijvoorbeeld op de roef worden geplaatst. Nu is in het ADNR geregeld dat er uitsluitend een moeilijk ontvlambare boot aan boord van een tanker mag staan, ongeacht het type tanker: C, G of N.

## Regelgeving
Volgens het ROSR moeten bijboten binnen 5 minuten, te rekenen vanaf de eerste daartoe noodzakelijke handeling, door één persoon veilig te water kunnen worden gelaten.
De volgende vaartuigen moeten met een bijboot overeenkomstig de Europese norm EN 1914: 2009, zijn uitgerust:
- motorschepen en sleepschepen met een laadvermogen van meer dan 150 t;
- sleepboten en duwboten met een waterverplaatsing van meer dan 150 m³;
- drijvende werktuigen; en
- passagiersschepen.

In de praktijk zijn dat alle Europese professioneel varende binnenschepen.
De bijboot moet vooral aan strenge regels voldoen, betreffende hun ‘brandvertragende’ of ‘moeilijk brandbare’ eigenschappen.
De eigenschappen zijn gestandaardiseerd door het Europees Normalisatie Comité (ENC), gevestigd te Brussel, dat regels opstelt over alle gebruikte materialen en artikelen aan boord van binnenschepen. In het ENC zijn de meeste Normeringinstituten van Europa vertegenwoordigd. Deze instantie heeft de regelgeving ten aanzien van bij- en reddingsboten aan boord van alle Europese binnenschepen, passagiersschepen, werkschepen, baggerschepen en sleep- en duwboten enz. al op 20 maart 1997 aangenomen en in werking gesteld. 
Aan de bijboten van schepen in de pleziervaart worden geen andere eisen gesteld dan aan die voor consumentengoederen. 
De overeenkomstige eisen van het ADNR en het ROSR worden geformuleerd door de Centrale Commissie voor de Rijnvaart (CCR), gevestigd in Straatsburg.

## Controle op regelgeving
De controle op de naleving de regelgeving van de CCR en het ENC wordt in Nederland onder andere verzorgd door de Inspectie Verkeer en Waterstaat (IVW.), zijnde de opvolger van de Scheepvaartinspectie, het EBIS en de waterpolitie van het KLPD. In Duitsland door de Wasserschützpolizei, het EBIS (Europisches Binnenschiffs-Inspektions System), GL (Germanischer Lloyd), het SUK (Schiffs Untersuchungs Kommission) en de BSBG (BinnenSchiffahrts BerufsGenossenschaft).

## Moeilijk brandbaar
De belangrijkste regels ten aanzien van bijboten en reddingsboten aan boord van alle schepen, welke gebruikmaken van alle Europese rivieren, zijn als volgt:
- alle bijboten en/of reddingsboten, ongeacht ‘droge lading schepen’ of tankschepen, moeten uit een brandvertragend materiaal zijn vervaardigd;
- het materiaal moet bestendig zijn tegen zeewater, UV-straling en een temperatuur kunnen verdragen van -20° tot +70° C, overeenkomstig de IMO Resolutie.

Als testprocedures voor het vaststellen van het moeilijk ontvlambaar zijn wordt de IMO Resolutie A.653(16) gehanteerd. Deze resolutie geeft duidelijke richtlijnen betreffende het vlampunt en de vlamdovendheid van de gebruikte materialen.

## Uitrusting
De boot dient te zijn uitgerust met een basisuitrusting, zoals; 
- hijsogen,
- een viersprong,
- vergrendelbare roeidollen,
- roeiriemen of roeispanen,
- een vergrendelbare zelflozer,
- een vergrendelbare wrikdol,
- een touw aan de kop van minstens 5 meter,
- een boegoog, 2 ogen op de spiegel,
- een vergrendelbare roeidoft
- een hoosvat.

Ingeval de bijboot ook goedgekeurd is als reddingsboot moet deze ook voorzien zijn van grijplijnen rondom om in geval van een calamiteit drenkelingen te kunnen bergen en dient er ruimte in de boot te zijn voor een brancard.

## Nadere eisen
De bijboot dient voorzien te zijn van een typeplaat en moet voldoen aan de CE-Norm.
Daarnaast zijn er regels ten aanzien van; 
- het gebruik van de boot,
- de boot als reddings- en bergingsmiddel,
- dek/luchtkasten in antislipuitvoering,
- personenaantal, draagvermogen,
- aantal kW/pk van de motor,
- stabiliteit,
- restant drijfvermogen,
- inhoud van de luchtkasten,
- het vrijboord.